# Joe & Mac: Caveman Ninja
Joe & Mac: Caveman Ninja ( Tatakae Genshijin: Joe and Mac en Japón, también conocido como Caveman Ninja) es un juego de arcade creado por la compañía japonesa Data East en 1991 y fue adaptado para las plataformas Super Nintendo, Mega Drive, Nintendo, Game Boy, Amiga y PC.

## Argumento
Hace mucho tiempo vivían en una pequeña aldea dos trogloditas llamados Joe y Mac. Tanto si se trataba de demoler dinosaurios o de hacer ala delta con terodáctilos, la vida para estos chicos era bastante fácil, hasta que una tribu de neandertales, mientras ellos se encontraban fuera cazando, destruyeron su aldea y raptaron a todos los bebes y a todas las mujeres de sus cuevas.

## Objetivo
Joe y Mac son dos criaturas cuya evolución se encuentra entre el simio y el Homo sapiens, Joe tiene el pelo de color verde y Mac de color azul, estos dos trogloditas tendrán que luchar por diferentes niveles con la ayuda de bumeranes, huesos, cuchillos, etc. con el objetivo de ir rescatando a un grupo de muchachas que fueron secuestradas, al final de cada uno de los niveles tendremos que enfrentarnos a un dinosaurio que tendremos que derrotar para poder pasar al siguiente nivel.
En el último nivel del juego nos enfrentaremos a un último enemigo que es un demonio el cual cuando lo derrotemos este ahora tomara el cuerpo de una muchacha engañándote, convirtiéndose luego en un nuevo demonio de color azul.

## Modos de juego
El juego tiene dos modos de juego individual o por parejas, hay que tener en cuenta que en el modo por pareja los dos trogloditas se pueden dañar mutuamente.

## Versión Arcade
La versión de arcade original tenía la distinción de permitir al jugador seleccionar entre rutas diferentes al final de cada nivel. También, después de derrotar el monstruo final, los jugadores pueden escoger entre tres salidas diferentes, donde cada una permite un final ligeramente diferente.

## Legado

### Secuelas
El juego tuvo 2 secuelas para Super Nintendo Congo's Caper (aunque su naturaleza de secuela sólo se refleja en el título japonés) y Joe & Mac 3: Lost in the Tropics (Joe & Mac 2: Lost in the Tropics en América) así como una nueva entrega para arcade llamada Joe & Mac Returns.
Se ha anunciado una versión actualizada del juego para su lanzamiento exclusivo para Intellivision Amico.

### Otras Apariciones
Joe también apareció en el juego lógica para Game Boy de 1993 titulado, Franky, Joe & Dirk: On the Tiles, junto con Franky de Dr. Franken y Dirk the Daring de Dragon's Lair.

### Posible Reboot
En noviembre de 2009, Golgoth Studios anunció planes para reiniciar la serie Joe & Mac, luego de completar una adaptación de Toki. Posteriormente, no se ha publicado más información y el proyecto parece cancelado.

### Versión
En octubre de 2021, el editor francés de videojuegos Microids anunció una adaptación del juego titulado New Joe & Mac: Caveman Ninja, el juego está siendo desarrollado por Mr. Nutz Studio y está programado para su lanzamiento para consolas y PC en 2022.